# Metacatharsius inermis
Metacatharsius inermis là một loài bọ cánh cứng trong họ Bọ hung (Scarabaeidae).